# La Justice d'Arsène Lupin
La Justice d'Arsène Lupin est un roman policier français de Boileau-Narcejac publié à la Librairie des Champs-Élysées en 1977.
Ce roman, un pastiche, met en scène le célèbre gentleman-cambrioleur Arsène Lupin. Ce dernier, à l'occasion d'un banal cambriolage qui se déroule mal, est amené à penser qu'un inconnu fait chanter un riche bourgeois, M. Mendaille, ce qui a pour conséquence une atteinte aux biens de son épouse, issue de la famille Verzy-Montcornet. L'affaire se complique quand le chantage devient des menaces de mort, et qu'un cousin de l'épouse de M. Mendaille est assassiné. Il y aura ensuite un second assassinat et un suicide.
Le roman se déroule à Paris et dans le département de la Marne, en février-mars 1919.

## Résumé
Février 1919, Paris. Bernardin veut entrer dans l'équipe d'Arsène Lupin. Il propose à son éventuel futur patron un cambriolage dans l'hôtel particulier de M. Mendaille, un riche bourgeois soupçonné d'avoir trafiqué au marché noir durant la Grande Guerre. Il assure à Lupin que la famille Mendaille et leurs domestiques seront absents ce soir-là et que la maison sera vide. Lupin accepte de partir en binôme pour cambrioler la demeure située dans la rue La Rochefoucauld. En pleine nuit, les deux compères pénètrent dans l'hôtel particulier et se mettent à le fouiller. Il n'y a pas d'objet de valeurs et la famille Mendaille semble en grands soucis financiers. Soudain arrive M. Mendaille qui n'était pas parti et qui était resté à la maison. Dans le noir, il se bat avec Lupin, et Bernardin, pour aider son futur patron, tire sur Mendaille. On apprendra par la suite que la balle a blessé légèrement Mendaille. Lupin a été blessé par le solide Mendaille et pendant le reste de l'aventure, il sera amené à boiter. Dans leur fuite, les deux cambrioleurs n'emportent aucun butin, si ce n'est un billet de 50 francs, soigneusement caché dans un tiroir secret d'un secrétaire, et plié d'une façon curieuse (chapitre 1). 

## Principaux Personnages
- Arsène Lupin
- Bernardin
- M. Xavier Mendaille
- Mme Béatrice Mendaille, issue de la famille Verzy-Montcornet, épouse de Xavier Mendaille
- Isabelle Mendaille, cousine de Mme Mendaille
- Courcel
- Weber, policier
- Félicien Dorchain
- Mathias Dorchain
- Raphaël Dorchain
- le juge d'instruction
- Maître Jourdieu, avocat
- Jacques Doudeville, membre de l'équipe de Lupin
- Lucien Debruyne, ancien amour de Béatrice Mendaille

## Rééditions
- dans Arsène Lupin, vol. 4, Robert Laffont « Bouquins », 1992.
- aux éditions Deux Coqs d'Or, série Mot de passe n°13, 1994.

## Dédicace
Le roman est dédié « à la mémoire de Maurice Renault », qui fut un éditeur de littérature populaire.

## Sources bibliographiques
- Jean Tulard, Dictionnaire du roman policier : 1841-2005. Auteurs, personnages, œuvres, thèmes, collections, éditeurs, Paris, Fayard, 2005, 768 p. (ISBN 978-2-915793-51-2, OCLC 62533410), p. 580.
- Claude Mesplède (dir.), Dictionnaire des littératures policières, vol. 2 : J - Z, Nantes, Joseph K, coll. « Temps noir », 2007, 1086 p. (ISBN 978-2-910-68645-1, OCLC 315873361).